# Denis Tomic
Denis Tomic (* 17. Jänner 1998) ist ein österreichischer Fußballspieler.

## Karriere

### Verein
Tomic begann seine Karriere beim SV Absam. Im April 2013 spielte er erstmals für die neuntklassige Zweitmannschaft von Absam. Im Mai 2013 kam er erstmals für die Kampfmannschaft in der fünftklassigen Landesliga zum Einsatz. In der Saison 2012/13 kam er insgesamt zu einem Landesligaeinsatz und fünf in der 2. Klasse. In der Saison 2013/14 absolvierte er 14 Partien für die erste und acht für die zweite Mannschaft. Zur Saison 2014/15 wechselte er in die Akademie des FK Austria Wien, in der er bis zum Ende der Saison 2016/17 spielte. Ab der Saison 2016/17 spielte er zudem für die Amateure der Wiener. Für diese kam er im April 2017 gegen die SKN St. Pölten Juniors zu seinem ersten Einsatz in der Regionalliga. Dies blieb in der Saison 2016/17 sein einziger Einsatz für die Amateure. In der Saison 2017/18 kam er für diese zu drei Einsätzen und stieg mit dem Team zu Saisonende in die 2. Liga auf.
Nach dem Aufstieg kehrte Tomic zur Saison 2018/19 allerdings nach Absam zurück. In der Saison 2018/19 kam er zu 24 Einsätzen in der Landesliga, in denen er 19 Tore erzielte. Zur Saison 2019/20 schloss der Stürmer sich den drittklassigen Amateuren des FC Wacker Innsbruck an. Für Innsbruck II kam er zu 14 Einsätzen in der Tiroler Regionalliga, in denen er viermal traf. Im Jänner 2020 wechselte er zu den viertklassigen Amateuren der WSG Tirol. Für die WSG-Amateure kam er allerdings aufgrund des COVID-bedingten Saisonabbruchs bis Saisonende nicht zum Einsatz. Das Team durfte trotz des Abbruchs in die Regionalliga aufsteigen.
Nach dem Aufstieg kam er in der Saison 2020/21, die ebenfalls abgebrochen wurde, zu 15 Regionalligaeinsätzen. Zur Saison 2021/22 wurde Tomic in den Profikader hochgezogen. Sein Debüt für die Profis gab er im September 2021 im ÖFB-Cup gegen den Grazer AK. Im selben Monat debütierte er auch in der Bundesliga, als er am neunten Spieltag jener Saison gegen die SV Ried in der 76. Minute für Bror Blume eingewechselt wurde. In drei Spielzeiten kam er insgesamt zu 42 Bundesligaeinsätzen, in denen er dreimal traf.
Nach der Saison 2023/24 verließ er die WSG und wechselte zum Regionalligisten DSV Leoben. Nach rund einem halben Jahr, in dem er es auf zwei Treffer bei 15 Regionalligaeinsätzen gebracht hatte, verließ er den finanziell schwer angeschlagenen Klub, der kurz darauf Konkurs anmelden musste, zu seinem Heimatklub, den SV Absam.

### Nationalmannschaft
Tomic spielte im Oktober 2014 gegen San Marino einmal für die österreichische U-17-Auswahl.

## Trainerkarriere
Während seiner Zeit bei der WSG Tirol trainierte er von Sommer 2022 bis Sommer 2024 als Co-Trainer im Nachwuchsbereich seines Heimatvereins SV Absam.